# Lazar Berman

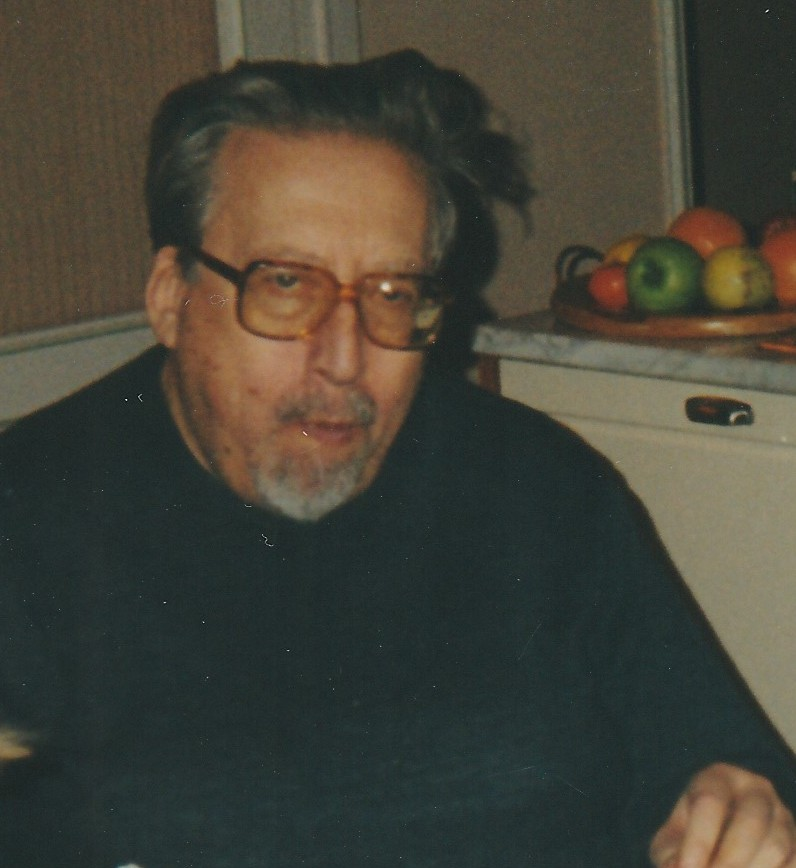
Lazar Berman in 2001

Lazar Naumovitsj Berman (Russisch: Лазарь Наумович Берман) (Leningrad, 26 februari 1930 – Florence, 6 februari 2005) was een Sovjet-Russische klassiek pianist.
Lazar Berman werd geboren in een joods gezin en was een muzikaal wonderkind. Zijn moeder, zelf pianiste, gaf haar eigen carrière op om de ontwikkeling van haar zoon te kunnen begeleiden vanaf zijn tweede jaar. Toen hij negen was, verhuisde zijn familie naar Moskou om hem te laten studeren aan het Conservatorium bij onder meer Alexander Goldenweiser en Svjatoslav Richter. Hij gaf een jaar later zijn eerste openbare concert  met het Filharmonisch Orkest van Moskou in het pianoconcert KV 503 van Wolfgang Amadeus Mozart.
In 1956 was hij een laureaat van de Koningin Elisabethwedstrijd in België (dat jaar gewonnen door Vladimir Asjkenazi). In de daaropvolgende jaren verhinderden de Sovjet-Russische autoriteiten hem echter om buitenlandse reizen te ondernemen en moesten de muziekliefhebbers in het Westen het stellen met zijn plaatopnamen op het Russische Melodiya-label, onder meer met werken van Franz Liszt.
In 1975 mocht hij toch een tournee doorheen de Verenigde Staten maken en dit leidde in de daaropvolgende jaren tot een aantal concerten en plaatopnamen, onder meer met Herbert von Karajan in het eerste pianoconcerto van Tsjaikovski. Ook nam hij Liszts complete Années de pèlerinage op.
Na 1980 werd zijn bewegingsvrijheid echter opnieuw beperkt, omdat er in zijn bagage verboden Westerse boeken waren gevonden. In 1990, bij het begin van het uiteenvallen van de Sovjet-Unie, verhuisde hij naar Italië en vestigde hij zich in 1994 in Florence, waar hij in 2005 overleed.
Tijdens de laatste jaren van zijn leven legde hij zich meer toe op kamermuziek, vooral met zijn zoon, violist Pavel Berman.
- Bibsys: 4093615
- Biblioteca Nacional de España: XX852735
- Bibliothèque nationale de France: cb13891413h (data)
- Catàleg d'autoritats de noms i títols de Catalunya: 981058516066706706
- Gemeinsame Normdatei: 123188482
- International Standard Name Identifier: 0000 0000 6301 5286
- Library of Congress Control Number: n81125309
- Nationale Bibliotheek van Letland: 000056732
- MusicBrainz: b468084e-d9c2-4350-b85f-6aa81dc07538
- Nationale Bibliotheek van Tsjechië: mzk2005272916
- Nationale Bibliotheek van Israël: 987007605436105171
- Nationale Bibliotheek van Polen: a0000002860936
- Nederlandse Thesaurus van Auteursnamen: 070323690
- Istituto Centrale per il Catalogo Unico: PBEV005641
- SNAC: w65c23r1
- Système universitaire de documentation: 187512086
- Virtual International Authority File: 14957547
- WorldCat: E39PBJy4fPkWkft6FjjTWRFHYP